# Atletica leggera ai Giochi della XVIII Olimpiade - 1500 metri piani

Video della Finale (filmato in B/N, commento originale)

La competizione dei 1500 metri piani maschili di atletica leggera ai Giochi della XVIII Olimpiade si è disputata nei giorni dal 17 al 21 ottobre 1964 allo Stadio Nazionale di Tokyo.

## L'eccellenza mondiale
| Campione olimpico 1960 e primatista mondiale | 3'35"6 | Herbert Elliott | Ritirato 1960 |
| Campione europeo 1962                        | 3'40"9 | Michel Jazy     | Presente      |
| Primatista stagionale                        | 3'38"1 | Tom O'Hara      | Presente      |

## La gara
Il giorno delle batterie i favori del pronostico si concentrano sul neozelandese Peter Snell, che due giorni prima ha stravinto gli 800.
Alla partenza della terza serie non si presenta Michel Jazy, campione europeo in carica, deluso per il quarto posto sui 5000.
Snell supera agevolmente la sua batteria con 3'46”8, poi domina la prima semifinale con 3'38”8. La seconda è vinta dall'americano Burleson in 3'41"5.
Primo degli eliminati (con 3'41"9) è il keniota Kipchoge Keino. Ci riproverà a Città del Messico 1968. Inoltre falliscono la qualificazione: il primatista mondiale stagionale, Tom O'Hara (arriva settimo), e il connazionale Jim Ryun (avrà più fortuna quattro anni dopo).
In finale il neozelandese John Davis si incarica di tenere alto il ritmo e conduce il gruppo alla campanella a velocità sostenuta (58”). Il piatto è servito per il connazionale Peter Snell che, ai 250 metri, lancia la volata. Percorre 200 metri in soli 25 secondi e apre dietro di sé un varco di sei metri. Giunge primo al traguardo con un distacco di 1”5; ha coperto gli ultimi 300 metri in 38”6.
Dietro di lui si combatte per l'argento: Josef Odložil (Cecoslovacchia) batte in volata Davies e il britannico Simpson.
Era dal 1920 (Albert Hill) che un mezzofondista non realizzava la doppietta 800/1500 metri.

## Risultati

### Turni eliminatori
| 4 Batterie   | 17 ottobre | 43 iscritti    | Si qualificano i primi 4, più i due migliori tempi. |
| 2 Semifinali | 19 ottobre | 18 concorrenti | Si qualificano i primi 4, più il miglior tempo.     |
| Finale       | 21 ottobre | 9 concorrenti  |                                                     |

### Batterie
| Pos. | Atleta               | Nazione        | Tempo  |
| ---- | -------------------- | -------------- | ------ |
| 1    | Witold Baran         | Polonia        | 3'45"3 |
| 2    | John Davies          | Nuova Zelanda  | 3'45"5 |
| 3    | Dyrol Burleson       | Stati Uniti    | 3'45"6 |
| 4    | Ergas Leps           | Canada         | 3'46"4 |
| 5    | Bill McKim           | Gran Bretagna  | 3'46"8 |
| 6    | Hansrüedi Knill      | Svizzera       | 3'47"2 |
| 7    | Denos Adjima Beche   | Costa d'Avorio | 3'53"5 |
| 8    | Basil Clifford       | Irlanda        | 3'54"9 |
| 9    | Neville Myton        | Giamaica       | 3'57"0 |
| 10   | Ramasamy Subramaniam | Malaysia       | 3'59"4 |

| Pos. | Atleta               | Nazione       | Tempo  |
| ---- | -------------------- | ------------- | ------ |
| 1    | Michel Bernard       | Francia       | 3'43"4 |
| 2    | Jürgen May           | Germania      | 3'44"2 |
| 3    | John Whetton         | Gran Bretagna | 3'44"2 |
| 4    | Jim Ryun             | Stati Uniti   | 3'44"4 |
| 5    | Karl-Uno Olofsson    | Svezia        | 3'44"8 |
| 6    | Olavi Salonen        | Finlandia     | 3'46"8 |
| 7    | Francesco Bianchi    | Italia        | 3'47"9 |
| 8    | Ibrahim Yazdan Panah | Iran          | 3'54"8 |
| 9    | Albie Thomas         | Australia     | 3'54"9 |
| 10   | Tira Klai-Angtong    | Thailandia    | 4'08"7 |

| Pos. | Atleta              | Nazione       | Tempo  |
| ---- | ------------------- | ------------- | ------ |
| 1    | Kipchoge Keino      | Kenya         | 3'45"8 |
| 2    | Wolf-Dieter Holtz   | Germania      | 3'46"6 |
| 3    | Tom O'Hara          | Stati Uniti   | 3'46"7 |
| 4    | Peter Snell         | Nuova Zelanda | 3'46"8 |
| 5    | Stig Lindbäck       | Svezia        | 3'47"1 |
| 6    | Volker Tulzer       | Austria       | 3'49"0 |
| 7    | Rolf Jelinek        | Svizzera      | 3'51"2 |
| 8    | Michel Medinger Jr. | Lussemburgo   | 3'51"8 |
| 9    | Jeong Gyo-Mo        | Corea del Sud | 3'53"0 |
| 10   | Hugo Walser         | Liechtenstein | 3'53"3 |
| 11   | Anar Khan           | Pakistan      | 3'56"7 |
| 12   | Michel Jazy         | Francia       | NP     |

| Pos. | Atleta             | Nazione          | Tempo  |
| ---- | ------------------ | ---------------- | ------ |
| 1    | Alan Simpson       | Gran Bretagna    | 3'42"8 |
| 2    | Jean Wadoux        | Francia          | 3'43"0 |
| 3    | Josef Odložil      | Cecoslovacchia   | 3'43"2 |
| 4    | Eugène Allonsius   | Belgio           | 3'43"3 |
| 5    | Simo Važić         | Jugoslavia       | 3'43"7 |
| 6    | Siegfried Valentin | Germania         | 3'44"9 |
| 7    | Mamo Sebsibe       | Etiopia          | 3'45"8 |
| 8    | Ivan Belytskiy     | Unione Sovietica | 3'46"7 |
| 9    | Attila Simon       | Ungheria         | 3'49"1 |
| 10   | Toichi Yamaguchi   | Giappone         | 3'56"7 |
| 11   | Eric Amevor        | Ghana            | 3'58"4 |
| 12   | Patrick Field      | Hong Kong        | 4'02"6 |

### Semifinali
| Pos. | Atleta            | Nazione        | Tempo  |
| ---- | ----------------- | -------------- | ------ |
| 1    | Peter Snell       | Nuova Zelanda  | 3'38"8 |
| 2    | Witold Baran      | Polonia        | 3'38"9 |
| 3    | Josef Odložil     | Cecoslovacchia | 3'39"3 |
| 4    | Michel Bernard    | Francia        | 3'39"7 |
| 5    | John Whetton      | Gran Bretagna  | 3'39"9 |
| 6    | Wolf-Dieter Holtz | Germania       | 3'42"3 |
| 7    | Karl-Uno Olofsson | Svezia         | 3'44"8 |
| 8    | Ergas Leps        | Canada         | 3'51"2 |
| 9    | Jim Ryun          | Stati Uniti    | 3'55"0 |

| Pos. | Atleta           | Nazione       | Tempo  |
| ---- | ---------------- | ------------- | ------ |
| 1    | Dyrol Burleson   | Stati Uniti   | 3'41"5 |
| 2    | Alan Simpson     | Gran Bretagna | 3'41"5 |
| 3    | John Davies      | Nuova Zelanda | 3'41"9 |
| 4    | Jean Wadoux      | Francia       | 3'41"9 |
| 5    | Kipchoge Keino   | Kenya         | 3'41"9 |
| 6    | Eugène Allonsius | Belgio        | 3'41"9 |
| 7    | Tom O'Hara       | Stati Uniti   | 3'43"4 |
| 8    | Jürgen May       | Germania      | 3'46"8 |
| 9    | Simo Važić       | Jugoslavia    | 3'48"3 |

### Finale
| Pos.    | Atleta         | Età | Nazione        | Tempo  |
| ------- | -------------- | --- | -------------- | ------ |
| Oro     | Peter Snell    | 26  | Nuova Zelanda  | 3'38"1 |
| Argento | Josef Odložil  | 26  | Cecoslovacchia | 3'39"6 |
| Bronzo  | John Davies    | 26  | Nuova Zelanda  | 3'39"6 |
| 4       | Alan Simpson   | 24  | Gran Bretagna  | 3'39"7 |
| 5       | Dyrol Burleson | 24  | Stati Uniti    | 3'40"0 |
| 6       | Witold Baran   | 25  | Polonia        | 3'40"3 |
| 7       | Michel Bernard | 33  | Francia        | 3'41"2 |
| 8       | John Whetton   | 23  | Gran Bretagna  | 3'42"4 |
| 9       | Jean Wadoux    | 22  | Francia        | 3'45"4 |